# فريدريك س. بيلنغسلي
فريدريك س. بيلنغسلي (بالإنجليزية: Frederic C. Billingsley)‏ هو مهندس أمريكي، ولد في 23 يوليو 1921، وتوفي في 31 مايو 2002.